# 滿屋裕明
滿屋裕明（日语：／ Mitsuya Hiroaki，1950年8月9日—），日本病毒學家，專長HIV治療。現任熊本大學醫學部內科學教授、美國國家癌症研究所逆轉錄病毒感染部部長、日本國立國際醫療研究中心負責人。紫綬褒章表彰。
滿屋教授開發了世界最初3種抗HIV（愛滋病）治療藥－齊多夫定、去羥肌苷（DDI）與扎西他濱（DDC）。2006年獲得首屆NIH World AIDS Day Award。

## 生平
1950年8月9日，滿屋裕明出生於日本長崎縣佐世保市。熊本大學醫學部畢業（1975年），醫學博士（熊本大學，1982年）。
1975年，進入熊本大學醫學部附屬醫院第二内科。1980年，升任助手。1983年，進入國立衛生研究院 (美國)作博士後研究，師從塞缪尔·布罗德，分配至美國國家癌症研究所任客座研究員，兩年後升級為臨床癌症計劃Cancer Expert（上級研究員），1989年升級為Senior Investigator（主任研究員），1991年再升為内科療法部門逆轉錄病毒感染部部長。
1997年，擔任熊本大學醫學部内科学第二講座（現血液膠原病内科）主任教授。1999年兼任熊大附屬醫院臨床試驗支援中心長，2000年兼任醫院感染免疫診療部長等。
2003年，擔任京都大學病毒研究客座教授。

## 貢獻
- 開發世界第1個抗HIV治療藥「齊多夫定」[1]
- 開發世界第2個抗HIV治療藥「去羥肌苷（DDI）」[2]
- 開發世界第3個抗HIV治療藥「扎西他濱（DDC）」[2]
- 2005年發表幾乎無副作用的抗HIV治療藥「AK602」

## 榮譽
- 2006年 - 首屆NIH World AIDS Day Award
- 2007年 - 紫綬褒章[3]
- 2007年 - 庆应医学奖[4]
- 2015年 - 朝日獎[5]
- 2015年 - 日本學士院獎[6][7][8]

## 軼事
部分中國網站將「Hiroaki Mitsuya」誤譯為「三矢博明」。

## 外部連結
- 教授略歴・挨拶 （页面存档备份，存于） - 熊本大学医学部附属病院　血液内科（日語）
- Page describing Dr. Mitsuya's research on NCI website